# باتريسيو بيريز
باتريسيو بيريز (بالإسبانية: Patricio Pérez Holtschamps)‏ (27 يونيو 1985 ببوينس آيرس في الأرجنتين - ) هو لاعب كرة قدم أرجنتيني في مركز الوسط. شارك مع منتخب الأرجنتين تحت 17 سنة لكرة القدم ومنتخب الأرجنتين تحت 20 سنة لكرة القدم. أما مع النوادي، فقد لعب مع أتلتيكو باتروناتو وأونس كالداس وإيفرتون دي فينا ديل مار وتشاكاريتا جيونيورز وديفنسا خوستيكا وسنترال كوست مارينرز وفيليز سارسفيلد وكلوب ليون وسان مارتين دي توكومان ‏ وBoca Unidos ‏ ونادي أتليتكو للبنين ‏.

## وصلات خارجية
- باتريسيو بيريز على موقع قاعدة بيانات كرة القدم.إي يو (الإنجليزية)
- باتريسيو بيريز على موقع Soccerway.com (الإنجليزية)
- باتريسيو بيريز على موقع عالم كرة القدم.نت (الإنجليزية)
- باتريسيو بيريز على موقع AS.com (الإسبانية)